# D-Plus
D-Plus war ein öffentlich-rechtlicher Hörfunksender des Deutschlandradios. Als sogenanntes Hörfunk-Zusatzangebot des nationalen deutschen Hörfunks war der Kanal unter dem Motto: „D-Plus – Der Dokumentationskanal von Deutschlandfunk und Deutschlandradio Kultur“ am 4. Dezember 2006 auf Sendung gegangen.
D-Plus startete zunächst als ein einjähriges „Mehrwertprojekt“, welches vorerst bis Dezember 2007 laufen sollte, jedoch aufgrund der Inkonformität zum Staatsvertrag des Deutschlandradios am 31. Juli 2007 eingestellt wurde. Produziert und gesendet wurden eigene Sendungen unabhängig von den Programmen des DLF und DKultur in der Zeit von Montag bis Freitag von 9.00 Uhr bis 13.00 Uhr. Verbreitet wurde das Hörfunkprogramm bundesweit über das DAB-Sendernetz des Deutschlandfunks, das für diesen Zeitraum aufgesplittet wurde. Des Weiteren konnte der Sender über einen Livestream empfangen werden.

## Programm
D-Plus verstand sich als eine Art Pendant zu Phoenix, dem Ereigniskanal von ARD und ZDF, und übertrug ähnlich wie dieser Gesprächssendungen des Hörfunks und Fernsehens wie etwa den Presseclub oder den Polittalk Maybrit Illner, vormals Berlin-Mitte sowie weitere von ARD, ZDF, Deutschlandradio Kultur und Deutschlandfunk produzierte Sendungen. Ergänzend dazu enthielt D-Plus dokumentarische und informative Elemente aus den Bereichen Kultur, Politik und Hintergrundberichterstattung. Auch diverse Hörspiele, unter anderem für Kinder, wurden ausgestrahlt. Wichtige Ereignisse, wie Wahlen und brisante Bundestagsdebatten wurden als Sonderübertragungen mit in das Programm eingebunden. Das Programmschema sah des Weiteren Sendungen aus den Bereichen Sport, Nachrichten, Interviews, Wirtschaft, Feuilleton und Hinweise zum DAB-Empfang vor. Zeitversetzt nachzuhören waren außerdem das Diskussionsforum Pariser Platz von Deutschlandradio Kultur oder das Zeit-Forum der Wissenschaften vom Deutschlandfunk und die Sendung Im Dialog von Phoenix. Als Hauptredakteur und -moderator wurde der Journalist, Autor und Medienproduzent Peter Kolakowski engagiert, der auch für den Deutschlandfunk sowie andere Hörfunk- und TV-Sender arbeitet.

## Empfangbarkeit
Über DAB war D-Plus als eigenständiger Sender zu empfangen. Das Programm Dokumente und Debatten (Dok&Deb), welches ebenfalls vom Deutschlandradio digital ausgestrahlt wird, übernahm teilweise die Sendungen von D-Plus. Die Sendungen waren auch digital über den Satelliten Astra auf 19,2° Ost zu hören.

## Sendeschluss
Aufgrund der Inkonformität des Kanals zum DeutschlandRadio-Staatsvertrag wurde der Sendebetrieb zum 31. Juli 2007 eingestellt. Ursache dafür war, dass der Verband Privater Rundfunk und Telemedien (VPRT) eine Überprüfung der Gültigkeit des Senders bei der Rundfunkkommission der Länder anbrachte und diese entsprechend die Weiterverbreitung des Senders untersagte.